# Damaraland
Pour les articles homonymes, voir Damara (homonymie).
 (juin 2019).
1980–1989
Entités précédentes :
- Sud-Ouest africain

Entités suivantes :
- Namibie

Le Damaraland était un bantoustan autonome situé dans l'Ouest du Sud-ouest africain (actuelle Namibie, alors géré par l'Afrique du Sud) entre 1980 et 1989. Il regroupait des Africains de l'ethnie Damara et la langue officielle était le nama.
Le terme est toujours utilisé dans un contexte touristique, la région comprenant divers points d'intérêts tels le Brandberg, la forêt pétrifiée du Damaraland, Twyfelfontein, le Vingerclip Rock Formation (de) ou le Spitzkoppe.
Damaraland signifie pays des Damaras.

## Histoire

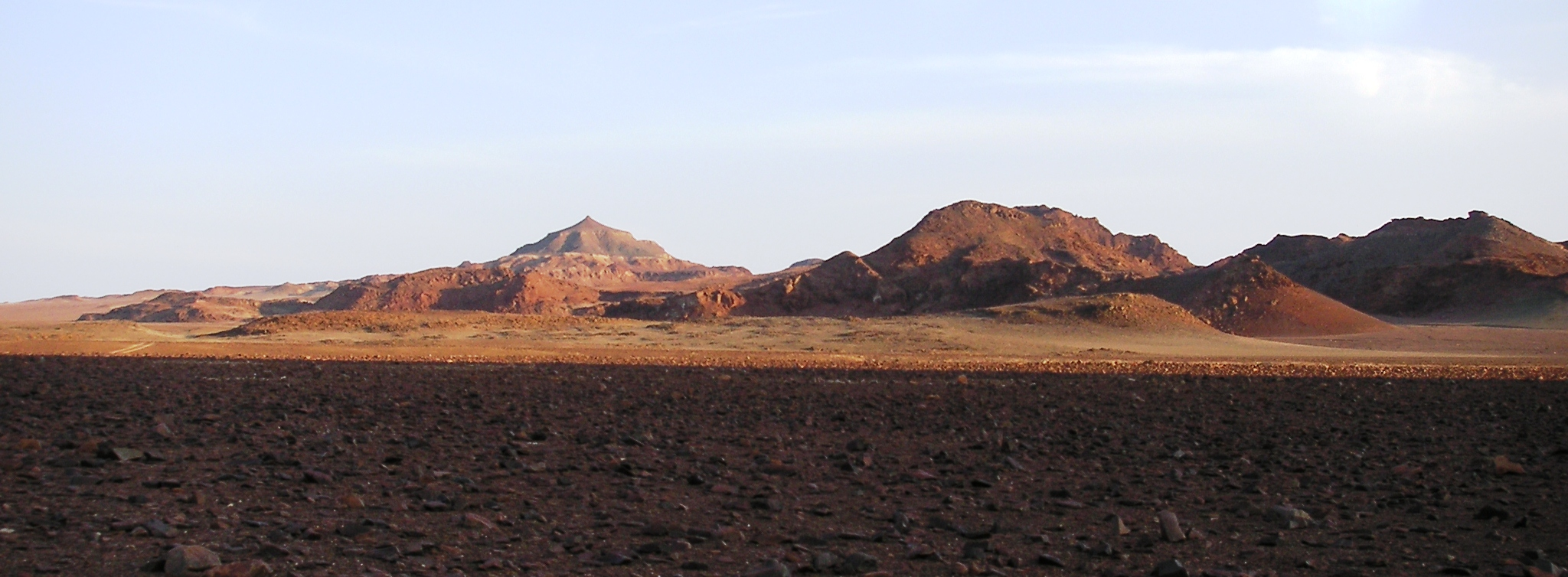
Paysage du Damaraland

Le Damaraland fut établi selon le rapport de la commission Odendaal de 1964 qui préconisait de séparer le territoire en fixant les Damaras sur leurs réserves tribales.
Créé en 1970, le Damaraland acquit un gouvernement territorial en 1980 à la suite des accords constitutionnels de la conférence de la Turnhalle. Le gouvernement du Damaraland fut dirigé de 1980 à 1989 par Justus Garoëb.
Il fut réintégré à la Namibie en mai 1989 dans les nouvelles régions administratives de Kunene et Erongo.

## Géographie

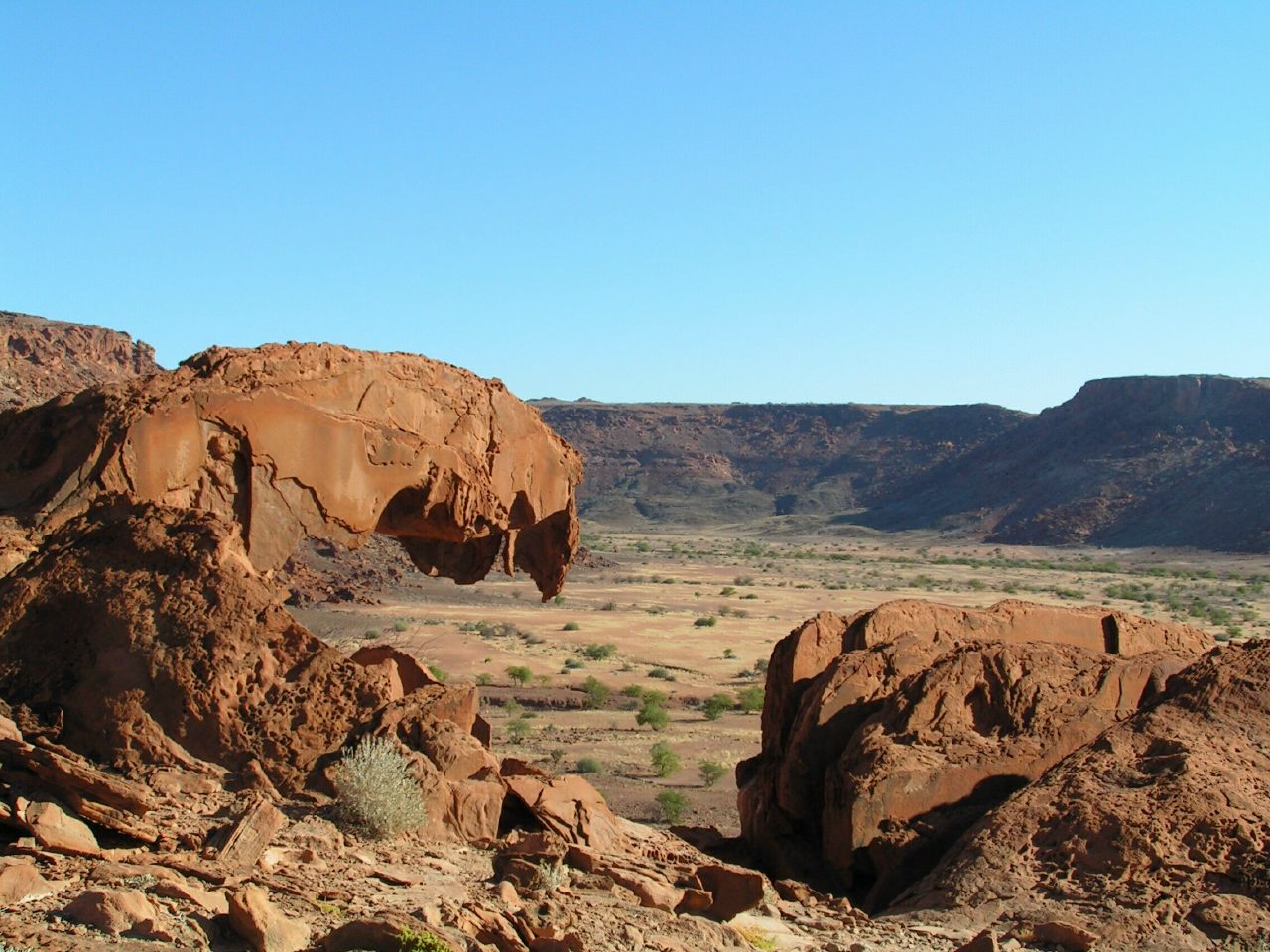
Twyfelfontein dans le Damaraland

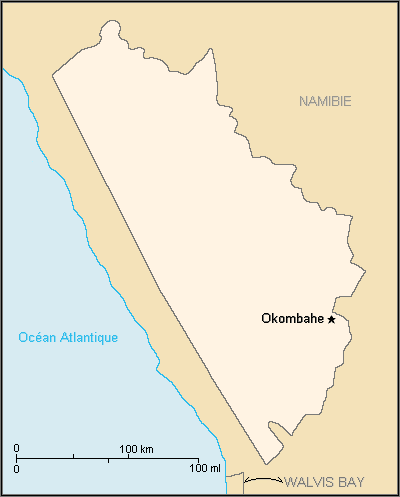
Carte du Damaraland

D'une dimension de 47 990 km², le Damaraland avait une population d'environ 44 000 habitants en 1964.
La capitale du Damaraland était Khorixas (11 000 habitants de nos jours).
Le territoire du bantoustan était en grande partie situé dans le désert du Namib et longeait la côte des squelettes sans jamais avoir accès à l'océan Atlantique.
Le relief est composé de plaines arides recouvertes de savanes dominées par des montagnes dont certaines sont les restes d'anciens volcans (comme le Spitzkoppe). Le point culminant est le Königstein (2 573 mètres dans le massif du Brandberg).
On trouve de temps en temps des restes de forêts pétrifiées, signes que la végétation et le climat étaient totalement différents il y a des millions d'années. La région est également riche en peintures rupestres.

## Politique
Justus Garoëb fut le chef d'État (président du comité exécutif) du Damaraland du 29 décembre 1980 à mai 1989.

## Drapeau
Le drapeau du Damaraland a été proposé le 2 mai 1979 par le bureau sud-africain de l'héraldique et non par le gouvernement du Damaraland qui l'a accepté en octobre 1979. Il n'existe pas de description officielle du drapeau : le brun pourrait faire référence à la terre et à l'aridité et la lance stylisée avec huit pointes pourrait représenter les huit tribus composant le peuple Damara.
Ce drapeau n'était pas basé sur l'ancien drapeau de la confédération Damara.

### Référence
- (en) Cet article est partiellement ou en totalité issu de l’article de Wikipédia en anglais intitulé « Damaraland » (voir la liste des auteurs).